# Abubakir Diwajew
Abubakir Achmietżanowicz Diwajew (ur. 24 listopada?/6 grudnia 1856 w Orenburgu, zm. 5 lutego 1933 w Taszkencie) – baszkirski uczony, etnograf, językoznawca.

## Życiorys
Urodził się w rodzinie szlachcica baszkirskiego. W 1876 roku ukończył azjatycki wydział Korpusu Kadetów w Orenburgu i rozpoczął służbę w Taszkencie. Pracował jako tłumacz Nikołaja Grodiekowa, który był gubernatorem obwodu syrdaryjskiego. W 1884 roku Grodiekow postanowił zbierać informacje o zwyczajach Kirgizów i Kazachów, a następnie publikować, tak aby mogła je wykorzystać miejscowa administracja. Tę misję powierzył Diwajewowi, który publikował w czasopismach informacje o zwyczajach koczowników, teksty pieśni, zapisy legend i eposów. W 1896 roku był współzałożycielem Turkiestańskiego Stowarzyszenia Miłośników Archeologii, a w 1906 roku został dyrektorem działającej w Taszkencie tzw. „szkoły tatarskiej”.
Zebrane materiały tłumaczył na rosyjski i publikował w pismach takich jak: „Turkienstanskije wiedomosti” (1892), „Okraina” (1894) i almanachu „Sriedniaja Azija” (1895), a w latach 1895–1900 także w pismach naukowych m.in. „Zapiskach Wostocznogo Otdieła Russkogo Archieołogiczeskogo Obszczestwa”, „Zapiskach Russkogo Gieograficzeskogo Obszczestwa”.
Po rewolucji październikowej w 1917 roku Diwajew był jednym z organizatorów Turkiestańskiego Uniwersytetu Narodowego w Taszkencie, gdzie został potem zatrudniony jako profesor kazachskiej etnografii.
Był członkiem Towarzystwa Archeologii, Historii i Etnografii Uniwersytetu Kazańskiego oraz Towarzystwa Miłośników Nauk Przyrodniczych, Antropologii i Etnografii przy Uniwersytecie Moskiewskim. W 1964 roku w Ałma-Acie została wydana książka Kazachskaja narodnaja poezija, w której zebrano całość dorobku Diwajewa.
W grudniu 2005 roku, z inicjatywy rządu Baszkortostanu, zostały zorganizowane obchody i specjalna konferencja naukowa poświęcone 150. rocznicy urodzin Abubakira Diwajewa.